# J F Rockhey
J F Rockhey was een warenhuis in Torquay, Devon, met nog een kleinere vestiging in Newton Abbot.

## Geschiedenis
In 1881 kocht John Fry Rockhey een klein textielbedrijf in Fleet Street, Torquay, van Peter Thomas en breidde het bedrijf samen met zijn partner T.S. Bulleid uit van de oorspronkelijke winkel tot vier winkels. In 1900 werd het bedrijf omgezet in een Limited, JF Rockhey Ltd. John Fry Rockhey was burgemeester van Torquay in 1896-1897 en 1901-1902 en werd een Freeman of the City.
Na het overlijden van J.F. Rockhey (datum onbekend), nam zijn zakenpartner T.S. Bulleid het voorzitterschap van de raad van bestuur over tot aan zijn dood in 1937. Daarna nam zijn zoon R.F. Bulleid de leiding over. In de periode 1939-1940 liet hij de winkel verbouwen. Een nieuw filiaal werd geopend in Newton Abbot.
In 1948 kocht D H Evans het bedrijf voor £ 259.556. De warenhuizen van J F. Rockhey vormden een afzonderlijke divisie, los van het D H Evans-warenhuis in Oxford Street, Londen. In 1954 nam Harrods alle preferente aandelen van D H Evans over (sinds 1928 bezaten zij het volledige gewone aandelenkapitaal) en in 1959 kocht House of Fraser de Harrods-groep.
Tot 1971 bleef J F Rockhey onderdeel van de Harrods-divisie. Nadat House of Fraser de warenhuizen van Dingles overnam werden de House of Fraser winkels in het westen ondergebracht in de Dingles-divisie.